# Ångvagn

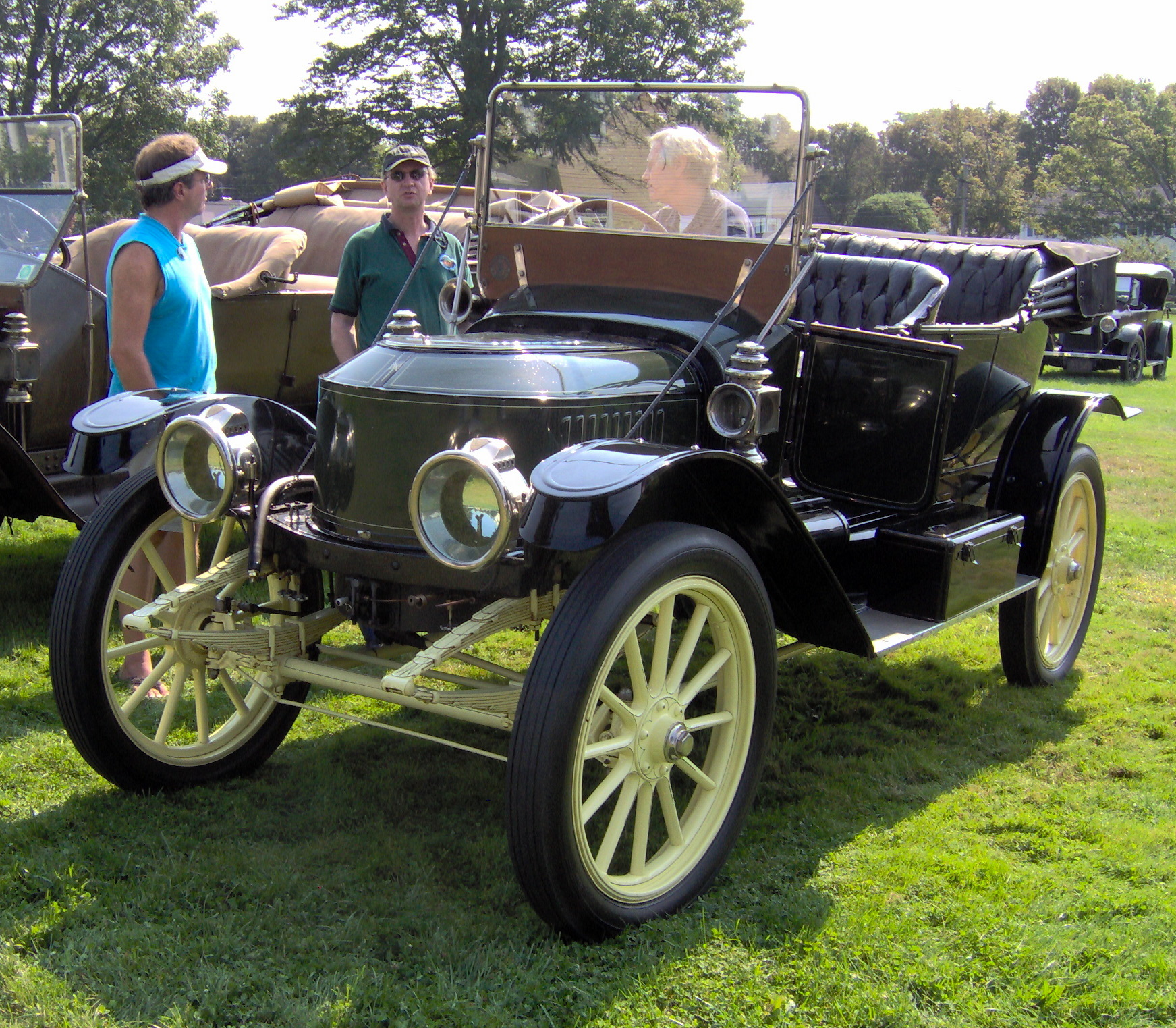
Stanley Steam Car (1912)

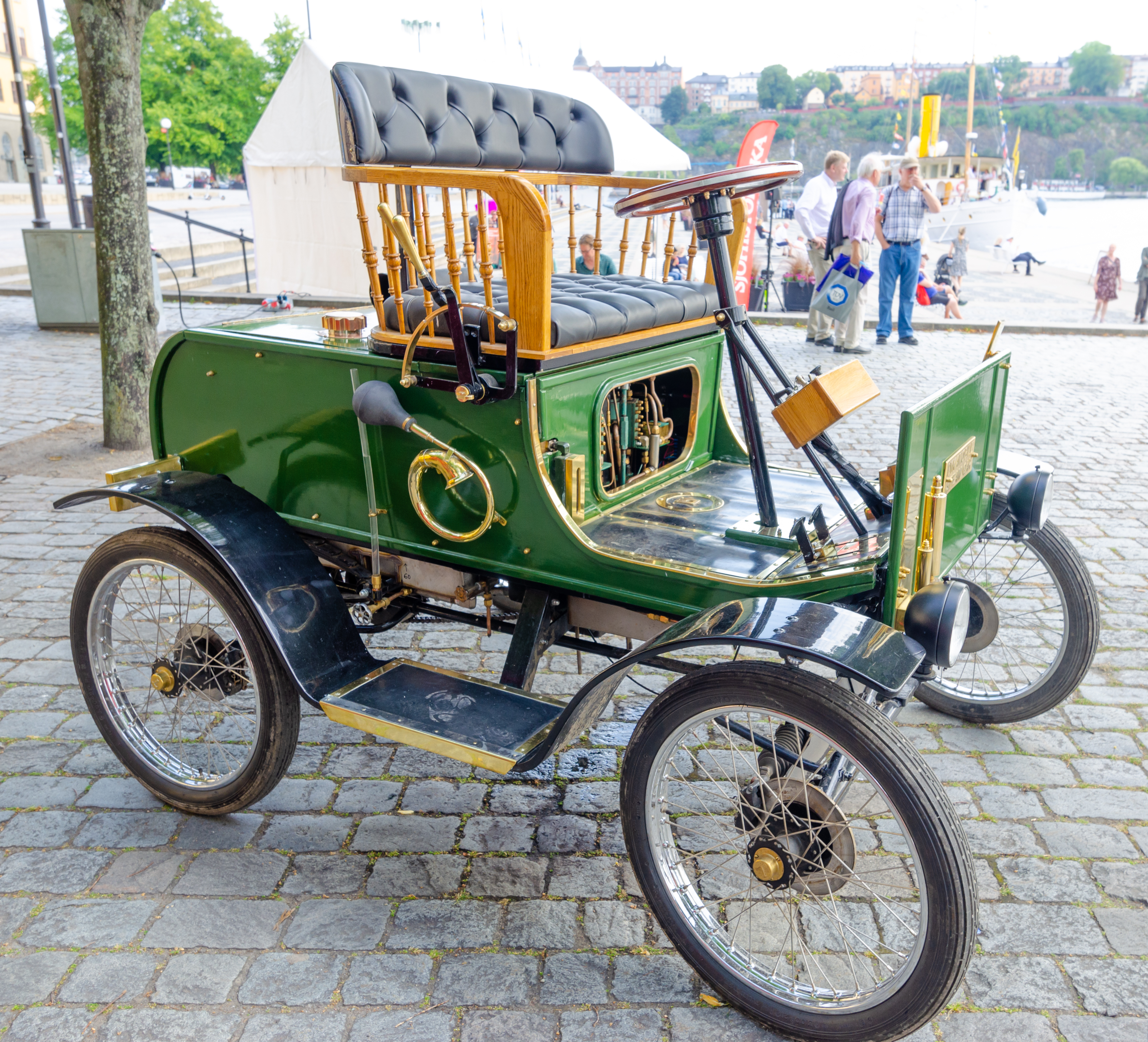
Lykamobile, en exakt replika av en amerikansk Locomobile 1902.

En ångvagn eller ångbil är ett fordon som drivs med en ångmaskin. Ångvagnen är en föregångare till bilen och till rälsbussen.
Inom järnvägsutvecklingen utgjorde ångmotorvagnen ett ekonomiskt sätt att transportera både drivenhet och resenärer i samma fordon. Ångmotorvagnen kan sägas vara en föregångare till rälsbussen och motorvagnstågen.

## Historik
Det första ångdrivna fordonet var den vagn som konstruerades av Joseph Cugnot 1769. Den kunde med en besättning om fyra personer färdas i nio kilometer i timmen. Pannan var dock så liten att den endast kunde gå i 12 till 15 minuter innan ångpannan måste fyllas med vatten och den måste då vänta en kvart innan den hade byggt upp tillräckligt med ånga för att kunna köras på nytt. Även om vagnen hade problem ansågs den så tillfredsställande att en ny förbättrad vagn med en topphastighet av 12 kilometer i timmen och kapacitet att klara en last av 4-5 ton beställdes och var färdig i slutet av 1770. Vagnen, som användes för transporter av artilleri var mycket svårstyrd, och torde åtminstone vid ett tillfälle ha förstörts då den kört in i en stenmur. Det är oklart hur länge den var i drift. Ångvagnen fick inga direkta efterföljare. I England skall en linnehandlare Francis Moore ha konstruerat en ångvagn. Han tog ut tre patent på ångvagnar under detta år men inga rapporter finns om någon vagn verkligen blev byggd eller om den fungerade. William Murdoch lät 1785 framställa en fungerande modell av en ångvagn. Vagnen som var i miniatyrformat kunde ta en last av en skovel och några tänger, var tänkt som en prototyp, men av allt att döma blev aldrig någon fullstor ångvagn byggd.
Skotten William Symington lät 1796 ta fram en modell av en ångvagn, men på grund av de dåliga vägarna beslutade han att avveckla sitt projekt och i stället satsa på att försöka konstruera ångdrivna båtar. 

### Richard Trevithick och Storbritannien
Richard Trevithick konstruerade 1796 eller 1797 en första ångvagnsmodell. Efter ytterligare förbättringar lät han julafton 1801 anställa én förevisning av sin vagn. Den framfördes från hans smedja längs landsvägen med ett antal passagerare ombord. Efter ett par kilometer blev vägen för dålig och vagnen måste vända tillbaka, men utan behöva stanna. Den genomsnittliga hastigheten låg på 6 kilometer i timmen men på plana vägavsnitt kunde den komma upp i så mycket som 12 till 15 kilometer i timmen. 28 december gjordes ett nytt försök, varvid dock vagnen förolyckades. Främsta orsaken var dock de dåliga vägarna. Det bidrog till att Trevithick i stället kom att satsa på rälsgående ångvagnar.
Flera brittiska ingenjörer som William Brunton, Julius Griffith, Jame Neville, W. R. James och James Anderson kom dock att följa i Trevithicks fotspår. Londoningenjören Walter Hancock var den förste som lät framställa de första någorlunda driftsäkra ångbussarna. 1825-1839 patenterad han flera, vagnar, den första var den trehjuliga Tri-cykel som var en stor tung vagn som kunde ta upp till sex passagerare. De följdes av ett flertal ännu större vagnar med namn som Infant, Erin, Enterprise, Automaton med flera. Flera av Hancocks vagnar gick i regelbunden trafik mellan London och angränsande städer. Golsworthy Gurney sin fick sitt första patent på en ångvagn 1825 kom att konstruera en säkerhetsångpanna. Från 1840-talet inträdde dock en stagnation i utvecklingen av ångvagnar i Storbritannien. Dels kom järnväg och ångbåtstrafik att tilldra sig det största intresset, och rädsla för explosioner kom att hämma utvecklingen. 1865 trädde "röda flagglagen" i kraft i Storbritannien. Varje maskindrivet fordon som framfördes på landsväg måste handhas av minst tre man: en eldare, en förare och en "flaggbärare". Flaggbäraren måste gå framför fordonet med en röd flagga och varna alla mötande hästskjutsar och vid behov stanna och släppa förbi hästskjutsarna. Högsta tillåtna hastighet var 6,4 kilometer i timmen på landsväg och 3,2 kilometer i timmen i staden. 1878 antogs även en tilläggslag som lät distrikt helt förbjuda landsvägstrafik med ångvagnar. "Röda flagglagen" kom inte att upphävas förrän 1896, och ledde till att Storbritannien kom att hamna på efterkälken vad gällde utvecklingen av ångvagnar.

### Frankrike
I stället blev det i Frankrike som ångvagnen kom att vidareutvecklas. Redan 1828 konstruerade Onesiphone Pecqueur den första ångvagnen försedd med både differential och styrning med parallellstång. Amédée Bollée var den som kom att revolutionera ångvagnarna. 1873 lyckades han efter flera års experiment framställa en verkligt lättstyrd ångvagn. Bollées trehjuliga vagn var förhållandevis tung med en vikt på 5 ton, men hade ett maskineri om 15 hästkrafter och kunde köras med en marschfart av 18-19 kilometer i timmen och kortare sträckor komma upp i hastigheter på 40 kilometer i timmen. Bollée som provkörde sina vagnar i Paris kunde med lätthet köra om hästekipage med sin vagn. Han byggde även lättare vagnar, men ingen med vikt under tre ton. Bollée konstruerade även en stor omnibuss med plats för 40 passagerare och en militärvagn med en vikt på 28 ton som i släpvagnar kunde lasta upp till 130 ton last. Senare gjorde Bollée även försök med en lättare vagn som endast vägde ett ton. Den fick en hastighet av inte mindre än 55 kilometer i timmen. Försöket blev dock misslyckat då den hade massiva hjul och helt saknade fjädring. Bollée var den förste att utnyttja en kardanaxel på sina fordon.
Schweizaren Joseph Ravel blev i stället den som kom att leda utvecklingen av lättare ångvagnar. Redan 1868 fick han patent på en oljeeldad ångpanna som bidrog till att ångvagnarnas vikt kunde minskas. Greve Albert de Dion inledde i början av 1881 ett samarbete med George Bouton och från 1884 drev de industriell tillverkning av ångvagnar. Léon Serpollet konstruerade sin första ångvagn 1887. Han byggd främst lättare vagnar. Hans vagnar vann rykte om sig som bättre än De Dion-Boutons och en tävling anordnades mellan de båda tillverkarna, en tävling dock De Dion-Bouton vann med lätthet. Serpollet deltog vid Världsutställningen i Paris med sin tredje ångvagn, och hade då lyckats få Armand Peugeot att intressera sig för hans vagnar, och vagnen kom därför att ställas under dennes namn. 1890 företog Serpollet den första långfärden med en ångvagn genom att resa mellan Paris och Lyon. Resan på 460 kilometer tog 15 dagar. Då hade Amédée Bollée redan 1877 genomfört en långfärd på 720 kilometer på en tid av 74 timmar och 12 minuter. Serpollet höll länge fast vid koleldning men insåg under 1890-talet att oljeeldning skulle bli nödvändig om ångbilarna skulle kunna konkurrera med bensinbilarna.

### USA
I USA gjordes tidigt enstaka försök med ångbilar, även om de inte fick något stort genomslag. Brayton patenterade 1872 en ångvagn och lyckades 1876 sälja licenstillverkning av sin vagn till en firma. 1890 byggde Copeland en liten ångtricykel men ansåg att tillverkningskostnaden skulle bli för stor för att försäljning skulle löna sig och startade aldrig någon tillverkning. Sylvester Hayward Roper var den som kom att bli den främste pionjären inom ångbilstillverkningen i USA. Redan på 1850-talet experimenterade Roper med ångbilar och framställde före 1870 flera sådana. Motståndet mot ångfordon på allmänna vägar var dock starkt och Roper använde endast sina fordon för enskilt bruk. Omkring 1870 framställde han en ångcykel som han kom att använda i drygt 10 år, varefter motorn flyttades till en lätt cykelbil. Han lyckades med sin ångbil uppnå en genomsnittsfart på mellan 48 och 52 kilometer i timmen. Ropers fordon var dock koleldade och kunde inte köra längre än ungefär 5 kilometer utan att behöva fyllas på med kol och vatten.

### Kommersiell tillverkning
1890-talet dominerades av bildandet av många biltillverkningsföretag. Förbränningsmotorn var i sin linda, medan ångkraften var väl etablerad. Eldrivna bilar blev tillgängliga men led av oförmågan att resa längre sträckor.
Majoriteten av de ångdrivna biltillverkarna från denna period var från USA. 1895 startades tillverkning av ångvagnar av Stanleys fabrikat. George F. White utvecklade under 1890-talet en mycket kompakt ångpanna som 1896 installerades i ångvagnar tillverkade av Whitney Motor Wagon Company och samma år började Weston tillverkning av ångvagnar. Clark hade tillverkning från 1895 till 1909, Locomobile från 1899 till 1903 när man bytte till bensinmotorer. 
Förutom England och Frankrike gjorde även andra länder försök att tillverka ångbilar: Cederholm i Sverige (1892), Malevez i Belgien (1898-1905), Schöche i Tyskland (1895) och Herbert Thomson i Australien (1896-1901).
Före 1900 startade åtta företag i USA tillverkning av ångvagnar. I Europa kom vid denna tid bensinbilarna att helt ta över, men här kom ångvagnarna att fortsätta att behålla sin popularitet. Ganska snart kom dock elbilar och bensinbilar att ta över marknaden. 1905 fanns endast 6 av 30 fabriker som ursprungligen tillverkat ångvagnar kvar.
Av alla nya tillverkare från 1890-talet fortsatte bara fyra att tillverka ångbilar efter 1910. Det var Stanley (till 1924) och Waverley (till 1916) i USA, Buard i Frankrike (till 1914) och Miesse från Belgien (till 1926).

## Ångbilstävling
Den enda hastighetstävling som genomförts på landsväg med ångbil var Marseille-Nice-La Turbie år 1897, då greve de Chasseloup-Laubat vann på dagens mått mätt blygsamma 30,8 km/h körandes en De Dion.

## Se även

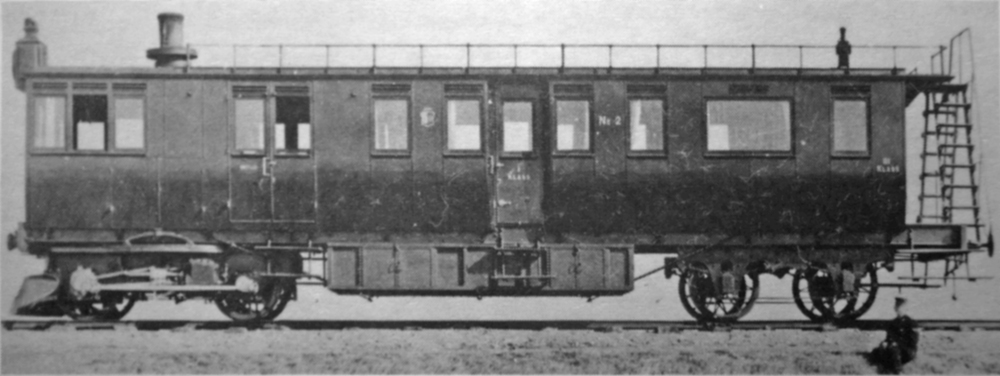
Ångmotorvagn vid Gärds Härads Järnväg